# Pimonte
Pimonte ist eine Stadt mit 5868 Einwohnern (Stand 31. Dezember 2023) in der italienischen Metropolitanstadt Neapel, Region Kampanien. Sie ist Teil der Bergkomune Comunità Montana Monti Lattari - Penisola Sorrentina.
Die Nachbarorte sind Agerola, Castellammare di Stabia, Gragnano, Positano, Scala und Vico Equense.

## Bevölkerungsentwicklung
Pimonte zählt 1667 Privathaushalte. Zwischen 1991 und 2001 stieg die Einwohnerzahl geringfügig von 5601 auf 5884 an. Dies entspricht einem prozentualen Zuwachs von 5,1 %.